# Manolo López López
Manolo Manuel López López (Chambas, provincia de Camagüey, Cuba, 1943-Los Barriles, provincia de Camagüey, Cuba, 28 de agosto de 1962), conocido como Manolito El Loco o El Loco López fue un rebelde anticomunista cubano, participante activo en la Rebelión del Escambray contra el gobierno de Fidel Castro en el norte de Camagüey. Fue uno de los comandantes rebeldes más jóvenes. Muerto en batalla con las fuerzas especiales del gobierno.

## Arresto y fuga
Nacido en el seno de una familia aldeana de la región de Chambas de la provincia de Camagüey. A los 16 años fue detenido acusado de implicación en el movimiento rebelde anticastrista. No hay ninguna aclaración sobre cuán justificadas estaban estas acusaciones. Manolo López fue enviado a Torrance, la prisión juvenil de La Habana para cumplir sentencia y recibir adoctrinamiento político. Allí se lastimó con una navaja para poder llegar al hospital. Se escapó del hospital por la ventana, bajando por la sábana. Casi sin recursos, buscado por la policía, llegó a su lugar natal.

## Comandante
El adolescente Manolito desarrolló opiniones políticas basadas en una hostilidad implacable hacia el gobierno de Fidel Castro y un fuerte anticomunismo. En Camagüey se unió al movimiento rebelde encabezado por Arnoldo Martínez Andrade, ex comandante del ejército revolucionario, participante en el derrocamiento de Fulgencio Batista. López participó en muchas batallas con fuerzas y las Milicias Nacionales Revolucionarias, en acciones como el asalto a las Minas de Perea, la toma de los poblados de Río y Centeno y numerosas emboscadas en los llanos de la Provincia. Rápidamente se movió entre los rebeldes. Por su valentía, rayana en la temeridad, recibió el sobrenombre de El Loco.  
A principios de 1962, Manolito Loco López, de 18 años, a pesar de su juventud, comandaba un destacamento rebelde en el norte de Camagüey. Fue considerado uno de los comandantes partidistas más atrevidos. Además, su “locura” se combinaba con la compostura y las habilidades militares. Las tácticas se basaban en emboscadas, ataques sorpresa desde terreno elevado, enfrentamientos rápidos y retiradas rápidas. Se conoce un caso en el que, después de fusilar a dos milicianos, Loco dejó una nota: "Por cada patriota, dos milicianos". Él mismo firmaba “Manolito López, Comandante del Frente Norte de Camagüey”. El Loco López mostró gran crueldad hacia su oponente. Se hizo ampliamente conocido el episodio del 29 de junio de 1962. Los militantes de Loco detuvieron un autobús en la carretera, sacaron a dos pasajeros uniformados de la policía, les dispararon y prendieron fuego al autobús.

## Últimas batallas
La unidad especial antibandidos del ejército, Lucha contra bandidos, LCB, bajo el mando de Oscar Figueredo, fue enviada contra el escuadrón de Loco. El 10 de agosto fue rodeado en la vereda Los Barriles, herido dos veces, pero logró escapar de la persecución. El 28 de agosto de 1962 fue nuevamente rodeado. En esta batalla, Loco disparó contra Figueredo y ordenó a sus hombres que se marcharan. Él mismo, aparentemente, se consideraba condenado debido a dos heridas recibidas en la batalla anterior que resultaron ser graves. El mando del Loco fue entregado al rebelde Floro Camacho Alfaro.
Loco disparó desde el terraplén con una carabina M1 y una pistola M1911. Después de un rato gritó que se daba por vencido. Cuando los comandos se acercaron a él para tomarlo prisionero, Loco volvió a abrir fuego y comenzó a lanzar granadas. Después de eso, le dispararon varias ráfagas de ametralladora. Manolito Loco López, de 19 años, fue asesinado. Floro Camacho Alfaro y el resto de rebeldes lograron escapar a través de la barrera.